# Jan Ocieski
Jan Ocieski herbu Jastrzębiec (ur. 1501 w Ocieszynie, zm. 12 maja 1563) – kanclerz wielki koronny od 22 lutego 1552, sekretarz królewski Zygmunta I Starego od 1544 roku, dworzanin królewski od 1531 roku.

## Życiorys

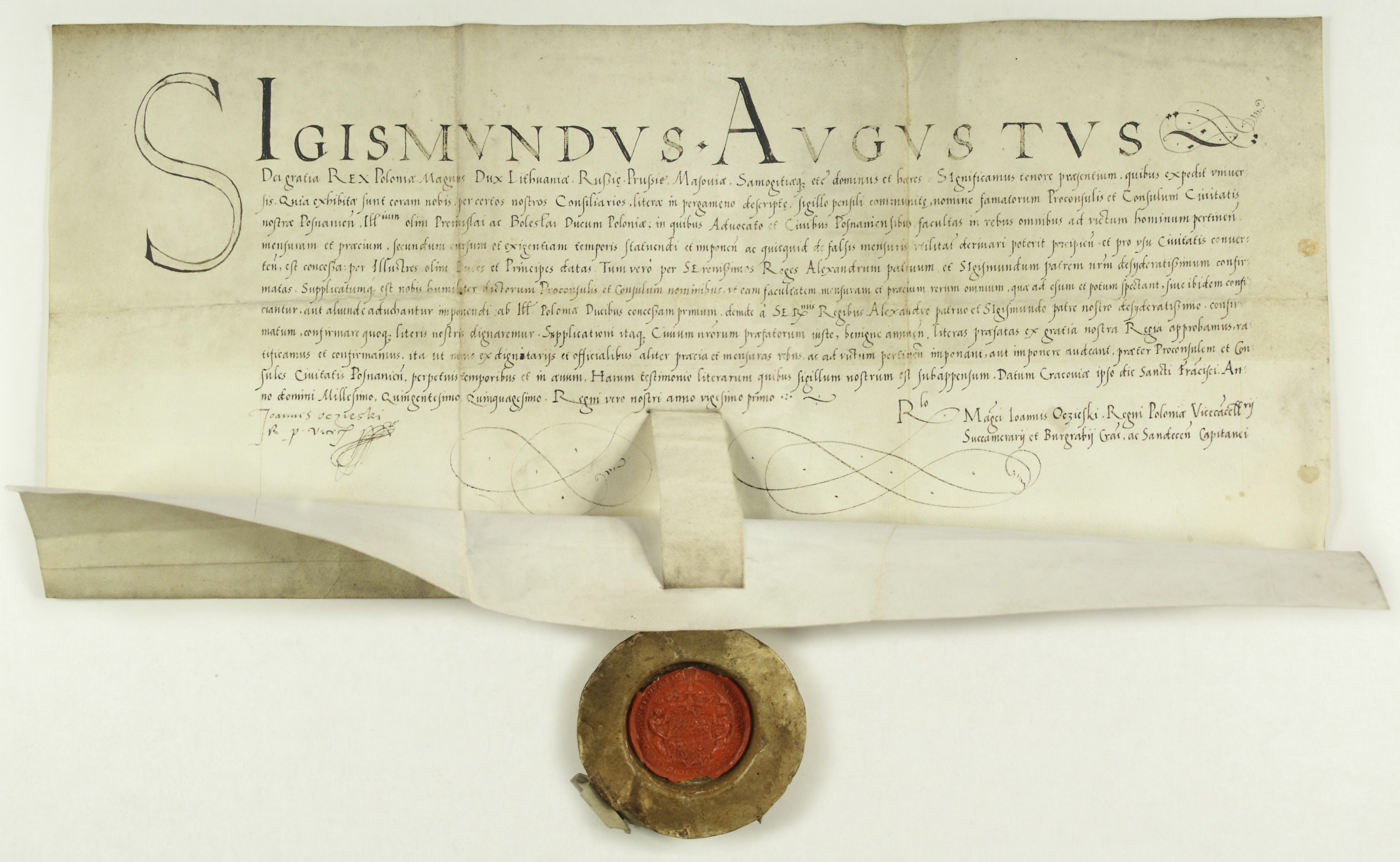
Podpis Jana Ocieskiego na dokumencie Zygmunta II Augusta (ze zbiorów Archiwum Państwowego w Poznaniu)

Syn Rafała (zm. 1538) bachmistrza bocheńskiego i Zofii, urodzony prawdopodobnie w Ocieszynie, w niezamożnej rodzinie szlacheckiej. W latach 1516–1518 studiował w Akademii Krakowskiej, gdzie uzyskał bakalaureat nauk wyzwolonych. Później przebywał w otoczeniu Krzysztofa Szydłowieckiego jako dworzanin, potem sekretarz – obracając się wśród osób o wysokiej kulturze humanistycznej. referendarz wielki koronny od 1546, kasztelan zawichojski od 1546, biecki od 1547, senator na sejmach od 1547, ochmistrz królowej od 1548, podkanclerzy koronny od 1549, starosta generalny krakowski 1553–1563, dyplomata, prawnik, pamiętnikarz, mówca i mecenas, przedstawiciel dyplomatyczny Rzeczypospolitej w Imperium Osmańskim w 1535 roku. Wkrótce też rozpoczął karierę dyplomatyczną. Trzykrotnie posłował do Turcji (przed bitwą pod Obertynem w 1531 do Konstantynopola w sprawach wołoskich, w 1533 pogłębiając pokojowe stosunki polsko-tureckie i w 1543 w związku z zajęciem Budy przez Turków i niepokojami pogranicznymi); do cesarza Karola V (w 1540 w sprawie schedy mediolańskiej dla Bony) i do Rzymu (w grudniu 1540, m.in. w sprawie annat). We Włoszech zwiedził ważniejsze miasta, opisując je szczegółowo w swym diariuszu. Latem roku 1541 powrócił do Polski. Pomiędzy poselstwami sprawował szereg urzędów ziemskich. Od roku 1544 był stronnikiem królowej Bony, dzięki której postąpił znacznie w kolejnych godnościach. Później związał się z obozem Zygmunta Augusta, sprowadzając do Polski w roku 1553 Katarzynę Austriaczkę – trzecią żonę Zygmunta Augusta. W polityce wewnętrznej wspierał ideologię katolicką; nie zezwalał dysydentom na odbywanie synodów w Krakowie i przyczynił się do banicji F. Lismanina, niemniej pracował nad pogodzeniem wyznań, a w roku 1558 domagał się na sejmie, soboru narodowego obok egzekucji praw. Był zwolennikiem wzmocnienia władzy królewskiej, na sejmie egzekucyjnym 1562/1563 roku poparł projekt egzekucji królewszczyzn. Posiadał dużą wiedzę prawniczą, słynął jako znakomity mówca i mecenas sztuki.

## Twórczość

### Ważniejsze dzieła i mowy
- Itinerarium podróży do Włoch z lat 1540–1541, autograf znajdował się w Bibliotece Poturzyckiej we Lwowie, rękopis nr 58; obszerne streszczenie ogł. K. Hartleb Jan z Ocieszyna Ocieski..., Lwów 1917; fragmenty (opis Florencji z 1541) przedr. W. Tomkiewicz, Pisarze polskiego Odrodzenia o sztuce, Wrocław 1955, Teksty Źródłowe do Dziejów Teorii Sztuki, t. 4
- Mowa na sejmie lubelskim 1544 (odpowiedź J. Tarnowskiemu), podał Ł. Górnicki Dzieje w Koronie Polskiej, Kraków 1637; przedr.: pt. Mowa, czyli odpowiedź na mowę Jana z Tarnowa, w: Mowy wyborne z różnych polskich krasomówców dziejopisów wyjęte, Lublin 1759; K. Mecherzyński Historia wymowy w Polsce, t. 1, Kraków 1856, s. 408–409; A. Małecki Wybór mów staropolskich świeckich sejmowych i innych, Kraków 1860; wyd. krytyczne H. Barycz, Ł. Górnicki: Dzieje..., Wrocław 1950, Biblioteka Narodowa, seria I, nr 124, s. 85–86
- Mowy na sejmie warszawskim 1548, streszczenie i skróty z diariusza sejmowego ogł. J. U. Niemcewicz Zbiór pamiętników historycznych o dawnej Polszcze, t. 1, Warszawa 1822; także wyd. 2 Lipsk 1838
- Wypowiedź na sejmie 1556–1557, ogł. (z diariusza sejmu w Bibliotece Kórnickiej, sygn. 256 II, 130) S. Bodniak, Walka o interim na sejmie 1556/7 r., w: Reformacja w Polsce 1928, s. 9 i odb. Kraków 1927
- Nauka o granicach (nieznane dzieło, zawierające doświadczenia prawnicze autora z dziedziny sporów ziemskich); wiad. (za J. Przerębskim) podał T. Czacki O litewskich i polskich prawach, t. 2, Warszawa 1801, s. 176, 180

### Listy i materiały
- Do K. Szydłowieckiego, Konstantynopol, 19 kwietnia 1531, z rękopisu Archiwum w Królewcu wyd. Acta Tomiciana, t. 13 (1915); wyd. K. Hartleb Jan z Ocieszyna Ocieski..., Lwów 1917, dod.
- Do K. Szydłowieckiego, dat. 1531, ogł. N. Jorga, Acte străine din Archivele Galitiei, vechi Prussi şi terilor, Bukareszt 1913, Studii şi Documente 23.
- Do J. Dantyszka, Wilno, 25 września 1540, z rękopisu Muzeum Czartoryskich nr 1597, korespondencja Dantyszka p. 1127, ogł. K. Hartleb Jan z Ocieszyna Ocieski..., Lwów 1917
- Do Zygmunta Augusta, 13 września 1543, rękopis w: Teki Górskiego, księga 23, fol. 100–103
- Listy do S. Hozjusza z lat 1551–1558, wyd. F. Hipler i W. Zakrzewski, Stanislai Hosii epistolae, t. 2, cz. 2, Kraków 1888, Acta Historica Res Gestas Poloniae Illustrantia, t. 9
- Do Zygmunta Augusta, Warszawa, 27 stycznia 1556; do J. Przerębskiego, także 27 stycznia 1556; wyd. Kwartalnik Naukowy 1836, t. 3, s. 341–344
- Do Zygmunta Augusta, Kraków, 14 lipca 1556, wyd. W. S. de Broel-Plater Zbiór pamiętników do dziejów polskich, t. 1, Warszawa 1858 (z przekł. polskiego)
- Do Jana kardynała Morono, 22 kwietnia 1561, ogł. A. Theiner Vetera Monumenta Poloniae et Lithuaniae, t. 2, Rzym 1861, s. 637–638
- Od P. Tomickiego, dat. prawdopodobnie w Krakowie, ok. 6 maja 1533, wyd. A. Pociecha Acta Tomiciana, t. 15 (za r. 1533), Wrocław 1957, s. 341, nr 248
- Od S. Hozjusza, Heilsberg, 14 marca 1557, wyd. F. Hipler i W. Zakrzewski, Stanislai Hosii epistolae, t. 2, cz. 2, Kraków 1888, Acta Historica Res Gestas Poloniae Illustrantia, t. 9
- Akt nominacji na podkomorstwo krakowskie przez Zygmunta I, Kraków, 3 marca 1543, ogł. K. Hartleb Jan z Ocieszyna Ocieski..., Lwów 1917
- Dokumenty do spraw majątkowych – zob.: Katalog dokumentów Zakładu Narodowego im. Ossolińskich, cz. 1, oprac. A. Fastnacht, Wrocław 1953
- Listy w rękopisach: Archiwum we Fromborku, zob. K. Piotrowicz, Polonica w Niemczech, w: Nauka Polska, t. 18 (1934), s. 56; Biblioteka Czartoryskich 1599, 1602, 1605; Nemzeti Muzeum w Budapeszcie, sygn. Fol. Lat. 258; zob. K. Lepszy, J. Tazbir, Poszukiwania naukowe na Węgrzech, „Kwartalnik Historyczny” 1957, nr 2, s. 280